# Ligeia Mare
Ligeia Mare è un mare extraterrestre situato su Titano, il principale satellite di Saturno, a 79,0° di latitudine nord e 248,0° di longitudine ovest. Si tratta del secondo mare conosciuto più grande di Titano dopo il Kraken Mare. Il suo nome deriva da quello di un mostro marino
della mitologia greca.

## Caratteristiche

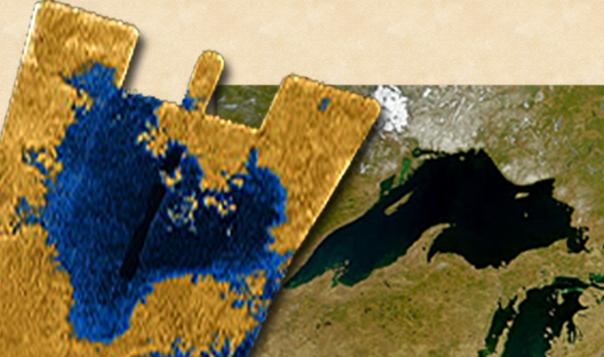
Comparazione dimensionale tra Ligeia Mare e il Lago Superiore.

È composto in gran parte da metano e, in misura minore, da etano e azoto che, alla temperatura superficiale media di Titano (−180 °C pari a 93 K), si trovano allo stato liquido. Con una superficie di 126000 km² ha una dimensione maggiore di quella del Lago Superiore nell'America del Nord, e paragonabile a quelle del Mar Adriatico. Nel 2014, Marco Mastrogiuseppe e Valerio Poggiali, della squadra addetta alla missione radar della Cassini, sono riusciti a misurare la profondità di questo mare, risultata essere di circa 170 m. Ciò è stato possibile per la miscela di liquidi che la compongono, molto trasparente per il segnale inviato dal radar e per la sua superficie completamente piatta, si pensi che le onde più alte registrare dal RADAR della sonda Cassini non supererebbero i 6 mm di altezza.

### Idrologia
Le ragioni per cui il Ligeia Mare sia composto da metano quasi puro non sono ancora del tutto chiare.
Fino a quando gli studi non hanno dimostrato il contrario, si presumeva che l'etano sarebbe stato il costituente principale dei mari di Titano, poiché è prodotto nell'atmosfera superiore di Titano dalla seguente reazione:
2 CH4 → H2 + C2H6
La mancanza di etano è una questione aperta in attesa di ulteriori indagini. Le teorie includono la sua migrazione nella crosta sottomarina o forse nel Kraken Mare, la cui composizione non è stata ancora ben studiata. In quest'ultimo caso, l'idrocarburo liquido povero di etano sarebbe l'equivalente dell'acqua dolce terrestre (le precipitazioni sono principalmente di metano).
Oltre all'etano, l'atmosfera di Titano produce un'ampia gamma di prodotti fotochimici più complessi, come nitrili e benzene che, si pensa, precipitino e confluiscano nei mari di Titano. I dati radar suggeriscono che il fondale marino di Ligeia Mare sia probabilmente ricoperto da uno spesso strato di questi composti organici.
Il litorale del Ligeia Mare sembrerebbe poroso e altamente saturo di idrocarburi. Le coste del Ligeia Mare e di altri laghi e mari del polo nord sono rimaste stabili durante il periodo di osservazione della Cassini, in contrasto con l'Ontario Lacus del polo sud, dove si è verificata una significativa recessione della costa. Sono stati tuttavia osservati fenomeni transitori tra cui una caratteristica di 260 chilometri quadrati, la cosiddetta "Isola che non c'è" (o "Magic Island"), che non era presente nelle prime immagini della Cassini ma è apparsa solo dopo diversi anni. Potrebbe essere costituita da onde, bolle o ghiaccio sotterraneo che sale in superficie quando il lago si riscalda durante la primavera titaniana, o forse da materiale simile al limo sospeso nell'idrocarburo liquido.
Dalla parte sud del Ligeia Mare esce il Vid Flumina, il fiume più lungo di Titano (centinaia di chilometri), e dalla parte nord lo Xanthus Flumen.

## Esplorazione spaziale
Ligeia Mare era l'obiettivo primario di una futura missione astronautica chiamata Titan Mare Explorer (TIME), che sarebbe progettata per navigare sulla superficie del lago. La missione è però stata cancellata dalla NASA per i costi maggiori rispetto ad altre missioni esplorative.
Un altro concetto di missione ancora in fase di studio e da proporre all'ESA che ha come obiettivo il Ligeia Mare è Titan Lake In-situ Sampling Propelled Explorer. Il progetto è stato illustrato nel 2012 dal Centro de Astrobiología spagnolo in collaborazione con il SENER (un gruppo di ingegneria e tecnologia privato) e consiste in un lander acquatico dotato di un sistema di propulsione che navigherebbe per un periodo di 6-12 mesi nel metano del lago, con lo scopo di analizzare le caratteristiche, oltre che dei liquidi del lago, del materiale solido lungo le coste.